# Maslog
Maslog è una municipalità di quinta classe delle Filippine, situata nella Provincia di Eastern Samar, nella Regione del Visayas Orientale.
Maslog è formata da 12 baranggay:
- Barangay 1 (Pob.)
- Barangay 2 (Pob.)
- Bulawan
- Carayacay
- Libertad
- Malobago
- Maputi
- San Miguel
- San Roque
- Tangbo
- Taytay
- Tugas